# Hemicyon
Hemicyon (z řeckého ἡμικυων, doslova „polopes“) byla šelma žijící v období středního miocénu. Byla předchůdcem recentních medvědů a psů. Fosilní nálezy pocházejí z Floridy, Číny, Španělska a Turecka. Hemicyon byl dlouhý asi 150 cm a vysoký 70 cm. Jeho kořistí byli převážně primitivní koňovití jako hipparion. Na rozdíl od medvědů nebyl ploskochodý, ale našlapoval pouze na špičky prstů.